# Miguel Calvo Hunt
Miguel Calvo-Hunt conocido como Miguel Hunt es un galerista y pintor argentino nacido en Buenos Aires hacia 1960 y fallecido el 15 de mayo de 2015 en Punaauia en la isla de Tahití en la Polinesia Francesa.

## Biografía

### Llegada a la Polinesia Francesa
No se conocen datos sobre Miguel Hunt antes de su llegada a la Polinesia Francesa en 2008. Invitado en residencia al taller de artistas del gran hotel Méridien de Punaauia, se dio a conocer en Tahití al ganar el concurso "Una idea para un desperdicio" en 2009, para la cual creó una escultura a partir de parrillas para barbacoa y otros metales reciclados. En 2009 expuso una cinta gigantesca -símbolo de la lucha contra el sida- hecha con piedras y madera, montada al revés y decorada con una cruz en el Museo de Tahití y las Islas con la asociación Trans Pacific Art. En 2010 expuso un enorme retrato del Che Guevara, con, al fondo, la bandera cubana materializada en latas de Coca-Cola, aún en el Museo de Tahití.

### Arte en Fusión
Miguel Hunt se mudó a Tahití donde abrió su propia galería en 2010, Art en Fusion, ubicada en el corazón del Centro Vaima en Papeete. Además de las pinturas de Miguel Hunt, Arte en fusión representó a unos cuarenta artistas polinesios. Rápidamente se expandió y en dos años se convirtió en la galería de arte más grande que jamás haya existido en la Polinesia, con una superficie de más de 500 metros cuadrados. Desde 2011 Art en Fusion organiza cada año una gran exposición colectiva temática en favor de la Saga de Doudou Cornette de Saint-Cyr. La mitad de los beneficios de la exposición se donan a la escuela de vela de Arue. Miguel realizó entonces una serie de peces pintados con gliceroftálico sobre placas de metal que trabajó con soplete y que tuvieron gran éxito en Tahití. Las inauguraciones de Art in Fusion reúnen cada vez a cientos de invitados. Dos exposiciones colectivas tuvieron gran éxito, una sobre el tema del tango y otra sobre el erotismo.

### Vaiere Mara
En 2012 Miguel Hunt descubrió un conjunto de esculturas en madera y coral realizadas por el escultor Vaiere Mara. Investigó un poco y obtuvo una copia del libro de Patrick O Reilly, Mara Tahitian Sculptor. Luego se apasionó por la obra de este escultor nacido en Rurutu en 1936 y rápidamente olvidado desde su muerte en Tahití en 2005, después de haber sido el escultor polinesio más famoso de su generación. Miguel Hunt comenzó entonces a formar una colección de obras de Mara que expuso en su galería. En 2014, Miguel Hunt se peleó con la dirección del Museo de Tahití y las Islas, donde esperaba montar una retrospectiva de las obras de Mara. La galería Art in Fusion y el Centre de Création Contemporaine Teroronui de Papeete (CCCTP), un colectivo de artistas presidido por Jonathan Bougard, se unieron para montar una primera exposición privada de la colección de esculturas creadas por Miguel Hunt durante una subasta de arte negro organizado por el GIE POE O RIKITEA en el edificio Papinau de Papeete. La exposición es privada y está reservada a los comerciantes de perlas negras, pero recibe a la prensa. Es objeto de varios artículos y de un reportaje televisivo en el canal TNTV. Miguel Hunt y Jonathan Bougard tuvieron entonces la idea de realizar un documental que recorría la vida de Vaiere Mara.

### Muerte
Durante la noche del jueves al viernes 15 de mayo de 2015, una casa ubicada en el PK 12.8, frente al mar, en Punaauia, fue completamente destruida por un incendio, cobrándose la vida del habitante del local, el argentino El galerista Miguel Hunt cuya identidad fue confirmada durante el fin de semana. Bajo los auspicios del Ministerio de Cultura de Polinesia se realizó un inventario del Arte en fusión. Miguel fue enterrado en el cementerio Pointe des Pêcheurs de Punaauia unos días después. Jonathan Bougard decide hacerse cargo del expediente Mara y hacer realidad el proyecto. Le llevará cuatro años de investigación en Tahití, en las islas, en Estados Unidos y en Francia para seguir el destino de Vaiere Mara, realizando entrevistas con quienes lo conocieron. Y encontrará varios cientos de esculturas, lo que le permitirá tener una visión general de su obra. El documental Mara V se emitió finalmente en el canal TNTV en diciembre de 2019 y luego en el Museo del Quai Branly a principios de 2020.